# Alexander Schwab
Alexander Schwab (* 5. Juli 1887 in Stuttgart; † 12. November 1943 in Zwickau) war ein deutscher kommunistischer Politiker und Publizist.

## Leben

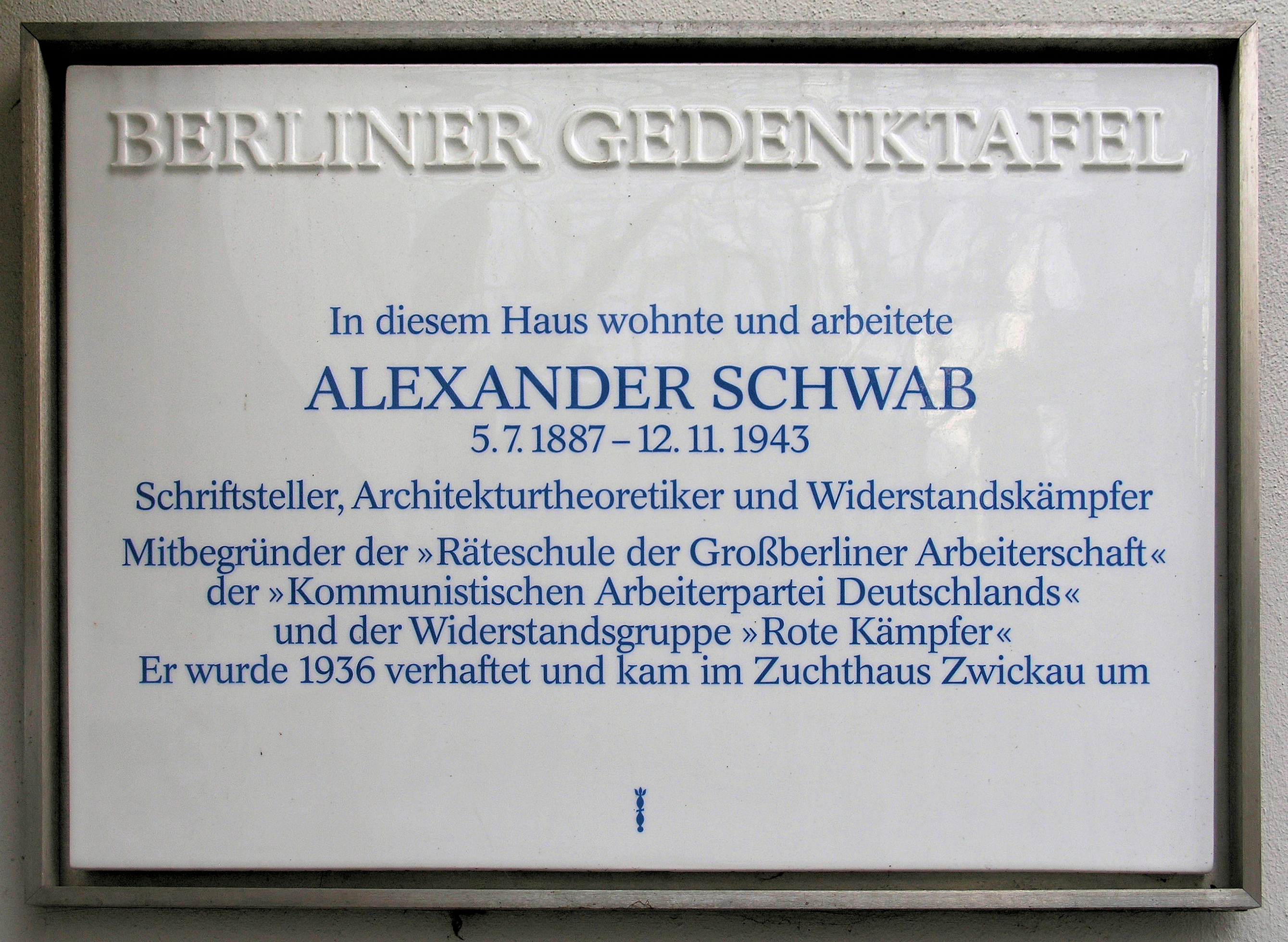
Berliner Gedenktafel am Haus Keithstraße 8, in Berlin-Schöneberg

Der Sohn eines Kapellmeisters studierte an den Universitäten Rostock, Jena, Heidelberg und Freiburg im Breisgau Philosophie, Germanistik, alte Sprachen, Nationalökonomie und Soziologie und war in der Freien Studentenschaft aktiv. Nach erfolgreicher Promotion unterrichtete er an der Freien Schulgemeinde Wickersdorf und war einer der führenden Köpfe der Freideutschen Jugend (1913 Teilnahme am Treffen auf dem Hohen Meißner). Zunächst 1914 Kriegsfreiwilliger, wurde Schwab wegen eines Lungenleidens ausgemustert, heiratete die Tochter eines Admiralitätsrats Hildegard Felisch, entwickelte sich zum Kriegsgegner und schloss sich 1917 der USPD und 1918 dem Spartakusbund an, wo er mit Rosa Luxemburg und Karl Liebknecht Freundschaft schloss.
Als Teil der Berliner KPD-Linken zählte er 1920 zu den Gründungsmitgliedern der KAPD, in deren Vorstand er zeitweise vertreten war und die er 1921 auf dem III. Kominternkongreß in Moskau vertrat. Nach dem Ausschluss seines engen Freundes Karl Schröder aus der KAPD verließ er diese 1922 ebenfalls und zog sich bis zum Ende der 1920er Jahre aus der unmittelbaren Politik zurück. In den folgenden Jahren arbeitete er als Journalist und beschäftigte sich hier vor allem mit Ökonomie und Architektur, etwa in der Zeitschrift des Deutschen Werkbundes Die Form. Ab 1928 beteiligte sich Schwab erst unregelmäßig, dann häufiger an Diskussionen der Sozialwissenschaftlichen Vereinigung und später der rätekommunistischen Roten Kämpfer, beruflich war er seit 1929 Pressechef der Reichsanstalt für Arbeitsvermittlung und Arbeitslosenversicherung.
Nach der Machtübertragung an die NSDAP wurde Schwab im April 1933 entlassen und ein halbes Jahr in Schutzhaft gehalten. Nach Freilassung und dem Tod seiner Frau gründete er 1934 gemeinsam mit Franz Jung einen wirtschaftlichen Korrespondenzdienst und reorganisierte die illegale Arbeit der Widerstandsbewegung Rote Kämpfer, deren Leitung er übernahm. Im Rahmen der Verhaftung der Organisationsleitung durch die Gestapo im November 1936 wurde Schwab im Hochverratsprozess vor dem Volksgerichtshof gegen die Roten Kämpfer im Oktober 1937 als Hauptverantwortlicher zu acht Jahren Haft verurteilt. In den folgenden Jahren in den Zuchthäusern Brandenburg, Sonnenburg und im KZ Börgermoor inhaftiert und gefoltert, starb Schwab im November 1943 im Zuchthaus Zwickau nach offiziellen Angaben an einer Lungenentzündung.
Alexander Schwab war der Vater von Hans Schwab-Felisch.

## Werke
- Möbelkonsumtion und Möbelproduktion in Deutschland, Berlin: Siemenroth 1915 (Digitalisat).
- Albert Sigrist: Das Buch vom Bauen. Der Bücherkreis, Berlin 1930. (Pseudonym)
- diverse Artikel in der Zeitschrift Arbeiter-Jugend. Hagen 1920–23, Giesen 1927.

## Weiterführende Literatur
- Hans Manfred Bock: Syndikalismus und Linkskommunismus von 1918–1923. Zur Geschichte und Soziologie der Freien Arbeiter-Union Deutschlands (Syndikalisten), der Allgemeinen Arbeiter-Union Deutschlands und der Kommunistischen Arbeiter-Partei Deutschlands. Marburger Abhandlungen zur Politischen Wissenschaft. Bd. 13. Meisenheim/Glan 1969.
- Hans Manfred Bock: Geschichte des ‘linken Radikalismus’ in Deutschland. Ein Versuch. Frankfurt/M. 1976.
- Olaf Ihlau: Die Roten Kämpfer. Ein Beitrag zur Geschichte der Arbeiterbewegung in der Weimarer Republik und im „Dritten Reich“. Meisenheim am Glan 1969.
- Peter Friedemann, Uwe Schledorn: Aktiv gegen Rechts. Der Rote Kämpfer – Marxistische Arbeiterzeitung 1930–1931. Essen 1994. ISBN 3-88474-033-4
- Jan Foitzik: Zwischen den Fronten. Zur Politik, Organisation und Funktion linker politischer Kleinorganisationen im Widerstand 1933 bis 1939/40. Bonn 1986. ISBN 3-87831-439-6